# Voose (Anija)
Voose – wieś w Estonii, w prowincji Harju, w gminie Anija. Zamieszkana przez 67 osób (stan na 31.12.2013).